# Apud
Apud (del latín apud, en castellano en) es un cultismo latino que se usa en las referencias bibliográficas en el sentido de en el texto y se usa en las citas o notas de un texto para citar indirectamente una obra que aparece citada en otra.
Por lo general, se aconseja la lectura y citación de las obras originales. Por esta razón, no se recomienda el uso frecuente de referencias apud, ya que suele limitarse a obras de difícil acceso, como textos en idiomas que el autor no comprende, documentos poco comunes o textos antiguos.

## Ejemplo
El sociolingüista Lluís V. Aracil (Aracil, 1982, apud Boix i Vila, 1998) acuñó el concepto de conflicto lingüístico .
Se referencia el libro de Aracil, citado en la obra de Boix i Vila.